# Wendlandia wallichii
Wendlandia wallichii är en måreväxtart som beskrevs av Robert Wight och George Arnott Walker Arnott. Wendlandia wallichii ingår i släktet Wendlandia och familjen måreväxter.

## Underarter
Arten delas in i följande underarter:
- W. w. pedicellata
- W. w. wallichii